# Streblosa lanceolata
Streblosa lanceolata är en måreväxtart som beskrevs av Elmer Drew Merrill. Streblosa lanceolata ingår i släktet Streblosa och familjen måreväxter. Inga underarter finns listade i Catalogue of Life.